# Ballada o Sałapatku
Ballada o Sałapatku – polski krótkometrażowy film biograficzny (dokument) z 1996 roku w reżyserii Jakuba Skoczenia i z jego scenariuszem. Skoczeń za film ten otrzymał Brązowego Lajkonika na Ogólnopolskim Festiwalu Filmów Krótkometrażowych w Krakowie w 1997.
Bohaterem film jest Jan Sałapatek walczący z UB. Opowiadają o nim mieszkańcy Beskidów.